# 화순중학교
화순중학교(和順中學校)는 전라남도 화순군 화순읍 대리에 있는 공립 중학교이다.

## 학교 연혁
- 1947년 10월 15일 : 화순중학교 개교
- 1947년 10월 31일 : 초대 염동석 교장 취임
- 2000년 3월 1일 : 남ㆍ여 공학 실시
- 2024년 9월 1일 : 제28대 위성칠 교장 부임
- 2025년 1월 10일 : 제75회 206명 졸업(총 17,347명 배출)

## 참고 자료
- 화순중학교 - 한국교육학술정보원 학교알리미